# آنابل مدینا
آنابل مدینا (انگلیسی: Anabel Medina؛ زادهٔ ۱۵ دسامبر ۱۹۹۶) دونده اهل جمهوری دومینیکن است.